# Winifred Watkins
Winifred May Watkins (6 août 1924 – 3 octobre 2003) est une biochimiste et universitaire britannique. Elle a travaillé à l'Imperial College School of Medicine (en).

## Jeunesse
Watkins est née le 6 août 1924 dans le quartier londonien de Shepherd's Bush. Son père travaille comme graveur mais il est artiste à ses heures perdues. Elle se tourne vers les sciences après avoir obtenu une bourse pour entrer à la Godolphin and Latymer School (en), une école pour filles à Hammersmith. En 1939, lorsque la Seconde Guerre mondiale éclate, les élèves sont évacuées de Londres sans qu'un point de chute ne soit prévu pour elles. Watkins retourne à Londres au bout d'un an.
Watkins envisageait d'étudier la médecine, mais la guerre l'oblige à travailler tout en étudiant à l'école polytechnique de Chelsea. Elle commence à collaborer avec le biochimiste Walter Morgan (en) et obtient une dérogation pour être créditée sur un article qu'ils ont écrit ensemble, car elle n'a pas les qualifications normalement requises. Elle obtient finalement un diplôme en physique et chimie de l'université de Londres en 1947. Après des études à la St Bartholomew's Hospital Medical School, elle obtient un doctorat en biochimie de l'université de Londres en 1950.

## Carrière académique
Watkins travaille sur la science du sang et des groupes sanguins et elle rejoint un groupe de spécialistes à l'institut Lister. Elle est nommée lecteur en biochimie à l'université de Londres en 1965, puis professeur en 1968.
À la suite de la publication d'un article important expliquant la biosynthèse des groupes sanguins, elle est financée pour travailler à l'université de Californie.
Des récompenses suivent pour ses travaux sur la transfusion sanguine et elle est élue membre de la Royal Society (FRS) en 1969 et fellow de l'université de Londres en 1970. Elle reçoit la médaille royale de la Royal Society en 1988. Elle est aussi membre de l'Académie royale des sciences de Suède.